# Thank God It's Friday
Thank God It's Friday (br:Até que Enfim É Sexta-Feira; pt: Graças a Deus É Sexta-Feira) é um filme estadunidense de 1978, dirigido por Robert Klane, produzido por Neil Bogart, estrelado por Jeff Goldblum, Debra Winger, Donna Summer e The Commodores. O filme ganhou o Oscar e o Golden Globe Awards de melhor canção (Last Dance, interpretada por Donna Summer).

## Sinopse
O filme conta as aventuras e desventuras de frequentadores de uma discoteca na cidade de Los Angeles, dentre estes uma cantora iniciante (Donna Summer) em busca do sucesso.

## Elenco
- Jeff Goldblum: Tony Di Marco
- Debra Winger: Jennifer
- Donna Summer: Nicole Sims
- The Commodores: como os próprios
- Terri Nunn: Jeannie
- Valerie Landsburg: Frannie
- John Friedrich: Ken
- Paul Jabara: Carl
- Chick Vennera: Marv Gomez, o "homem-couro"
- Ray Vitte: Bobby Speed
- Marya Small: Jackie
- Mark Lonow: Dave
- Andrea Howard: Sue
- Robin Menken: Maddy
- DeWayne Jessie: Malcolm Floyd
- Hilary Beane: Shirley
- Chuck Sacci: Gus

## Prêmios e indicações

### Prêmios
Oscar
- Melhor Canção: Last Dance - 1979[3]

 Golden Globe Awards
- Melhor Canção: Last Dance - 1979[4]

## Recepção pela crítica
Apesar das vitórias no Oscar e no Golden Globe Awards, Thank God It's Friday não foi bem recebido pela crítica especializada. O crítico de cinema e TV, Leonard Maltin, classificou o filme como uma "bomba" e "(...) talvez o pior filme a ganhar um Oscar".

## Trilha Sonora
A trilha sonora do filme foi lançada originalmente como um álbum triplo em vinil. Continha músicas de grandes artistas da disco music tais como Donna Summer, Diana Ross, Thelma Houston, The Commodores, entre outros. Os grandes sucessos foram as canções Thank God It's Friday (interpretada por Love & Kisses) e Last Dance. Em 1995, foi lançado em CD.

### Faixas
Disco 1
1. Love & Kisses: "Thank God It's Friday (Alec R. Costandinos) - 4:13
  - Produtor: Alec R. Costandinos.
2. Pattie Brooks: "After Dark" (Pattie Brooks) - 7:50
  - Produtor: Simon Soussan
3. Donna Summer: "With Your Love" (Giorgio Moroder, Pete Bellotte, Donna Summer) - 3:58
  - Produtores: Giorgio Moroder, Pete Bellotte
4. Donna Summer:  "Last Dance" (Paul Jabara) - 8:08
  - Produtores: Bob Esty, Giorgio Moroder
5. Paul Jabara: "Disco Queen" (Paul Jabara) - 3:45
  - Produtores: Bob Esty, Paul Jabara
6. Cameo: "Find My Way" (Johnny Melfi) - 4:56
  - Produtor: Larry Blackmon
7. The Commodores: "Too Hot Ta Trot" (Lionel Richie, Milan Williams, R. LaPread, Thomas McClary, W. Orange, William King) - 3:24
  - Produtores: The Commodores, James Carmichael
8. Wright Bros. Flying Machine:  "Leatherman's Theme" (Arthur G. Wright) - 3:22
  - Produtor: Arthur G. Wright
9. Marathon: "I Wanna Dance" (Pete Bellotte, Thor Baldursson) - 5:58
  - Producer: Pete Bellotte

Disco 2
1. Sunshine: "Take It To the Zoo" (Bruce Sudano, Donna Summer, Joe Esposito) - 7:56
  - Produtor: Arthur G. Wright
2. Santa Esmeralda: "Sevilla Nights" (Jean-Manuel de Scarano, Nicolas Skorsky, Jean-Claude Petit) - 6:05
  - Produtores: Jean-Manuel de Scarano, Nicolas Skorsky
3. Love & Kisses: "You're the Most Precious Thing in My Life" (Alec R. Costandinos) - 8:02
  - Produtor: Alec R. Constandinos
4. D.C. LaRue: "Do You Want the Real Thing" (D.C. LaRue, Bob Esty) - 4:40
  - Produtor: Bob Esty
5. Paul Jabara: "Trapped in a Stairway" (Bob Esty, Paul Jabara) - 3:22
  - Produtor: Paul Jabara, Bob Esty
6. Natural Juices: "Floyd's Theme" (Dick St. Nicklaus) - 2:57
  - Produtor: Dick St. Nicklaus
7. Diana Ross: "Lovin', Livin' and Givin'" (Kenneth Stover, Pam Davis) - 3:17 (CD releases: - 4:40, remixed version)
  - Produtor: Hal Davis
8. Thelma Houston: "Love Masterpiece"  (Art Posey, Josef Powell) - 4:01
  - Produtor: Hal Davis
9. Donna Summer  "Last Dance" (Paul Jabara) (Reprise) - 3:17
  - Produtores: Bob Esty, Giorgio Moroder

Disco 3
1. Donna Summer: "Je t'aime... moi non plus" (Serge Gainsbourg) - 15:45
  - Produtores: Giorgio Moroder, Pete Bellotte